# Mandapam
Mandapam est une ville du district de Ramanathapuram, dans l'état du Tamil Nadu au sud-est de l'Inde. 
Sa population était de 15 799 habitants en 2001.
Le pont d'Adam constitué de bancs de sable entre l'Inde et le Sri Lanka, avec un segment en pont routier et ferroviaire la reliant à l'île Pamban, se trouve à l'est de Mandapam.